# 托納拉 (哈利斯科州)
托納拉是墨西哥的城市，由哈利斯科州負責管轄，位於該國東南部，始建於薩波特克文明，面積119.6平方公里，海拔高度1,540米，每年平均降雨量987毫米，2005年408,729。

## 外部連結
- Ayuntamiento de Tonalá Official website
- Handcraft producers in Tonalá （页面存档备份，存于）
- Handcraft producers in Tonalá
- Exhibition of Tonalá artists in New York （页面存档备份，存于）
- www.elclima.com.mx （页面存档备份，存于）